# منخر (البيضاء)
منخر هي إحدى قرى الجمهورية اليمنية. تتبع جغرافيا لمحافظة البيضاء و إداريًا لمديرية الملاجم. يبلغ تعداد سكانها 1067 نسمة حسب الإحصاء الذي أجري عام 2004.